# Edvaldo Lourival da Silva
Edvaldo Lourival da Silva, mais conhecido como Vadinho (Caruaru, 15 de novembro de 1940 – Recife, 19 de dezembro de 2006) foi um futebolista brasileiro que atuava como meio-campista.
Em 2019, Vadinho foi eleito pelos torcedores do Central de Caruaru, através de enquetes no GloboEsporte.com, para a seleção dos 100 anos da Patativa.

## Carreira
Nascido em Caruaru, foi revelado pelo Central, time de sua cidade natal, onde iniciou no juvenil, como centroavante. Em 1962, foi registrado no time principal.
Ainda em 1962, foi convocado para a Seleção Pernambucana.
Em 1964, comandado o clube num campeonato pernambucano brilhante, em especial no 1º turno, com apenas uma derrota em Recife para o campeão Náutico, terminando o certame na 3ª colocação, até então, o melhor resultado de um time do interior de Pernambuco na história.
Em abril de 1965, se transferiu para o Santos de Pelé, para realizar um período de testes. No clube, que tinha Mengálvio e Lima na posição, não teve tanto espaço.
Posteriormente, no mesmo ano, foi para o São Paulo, na época em que o Tricolor do Morumbi era dirigido pelo ex-goleiro José Poy. Estreou pelo clube em 27 de maio de 1965.
No ano seguinte, voltou ao seu estado natal, onde atuou pelo Náutico e foi campeão estadual naquele ano.
No começo de 1967, teve seu passe negociado com o Central.
Em 1968, se transferiu para o Sport Recife.
Após de aposentar, foi gerenciar sua empresa de ônibus, chamada Princesa do Agreste.

### Títulos
Náutico
- Campeonato Pernambucano: 1966[4][12]

## Morte
Vadinho faleceu por insuficiência hepática na madrugada de 19 de dezembro de 2006, no Hospital Português, no Recife, onde estava internado na UTI da unidade desde o dia 7 do mesmo mês.